# Bundesstaat der Vereinigten Staaten

Karte der Vereinigten Staaten mit Namen der 50 US-Staaten sowie dem District of Columbia (Alaska ist anders skaliert)

Ein Bundesstaat in den Vereinigten Staaten von Amerika, auch kurz US-Bundesstaat (englisch U.S. state), ist ein Gliedstaat. Die Vereinigten Staaten sind ein Bundesstaat mit derzeit 50 teilsouveränen Einzelstaaten. Die ersten Bundesstaaten entstanden 1776 aus den 13 Kolonien mit der Ratifizierung der Verfassung. Weitere kamen durch Erweiterungen in Richtung Westen, den Louisiana Purchase, den Beitritt der Republik Texas und die Umwandlung Hawaiis und Alaskas in Bundesstaaten dazu. Die Bundesstaaten bilden zusammen mit dem Bundesdistrikt Washington und den Außengebieten (vor allem den Freistaat Puerto Rico) das Staatsgebiet der Vereinigten Staaten.
Vier Staaten – Kentucky, Massachusetts, Pennsylvania und Virginia – tragen die formelle Bezeichnung Commonwealth, ohne dass daraus weitere Rechte oder Pflichten entstünden – im Gegensatz zu den Commonwealth-Territorien Puerto Rico und Nördliche Marianen.

## Geschichte
| Abk. | seit | Staat          | Hauptstadt     |
| ---- | ---- | -------------- | -------------- |
| AL   | 1819 | Alabama        | Montgomery     |
| AK   | 1959 | Alaska         | Juneau         |
| AZ   | 1912 | Arizona        | Phoenix        |
| AR   | 1836 | Arkansas       | Little Rock    |
| CA   | 1850 | Kalifornien    | Sacramento     |
| CO   | 1876 | Colorado       | Denver         |
| CT   | 1788 | Connecticut    | Hartford       |
| DE   | 1787 | Delaware       | Dover          |
| FL   | 1845 | Florida        | Tallahassee    |
| GA   | 1788 | Georgia        | Atlanta        |
| HI   | 1959 | Hawaii         | Honolulu       |
| ID   | 1890 | Idaho          | Boise          |
| IL   | 1818 | Illinois       | Springfield    |
| IN   | 1816 | Indiana        | Indianapolis   |
| IA   | 1846 | Iowa           | Des Moines     |
| KS   | 1861 | Kansas         | Topeka         |
| KY   | 1792 | Kentucky       | Frankfort      |
| LA   | 1812 | Louisiana      | Baton Rouge    |
| ME   | 1820 | Maine          | Augusta        |
| MD   | 1788 | Maryland       | Annapolis      |
| MA   | 1788 | Massachusetts  | Boston         |
| MI   | 1837 | Michigan       | Lansing        |
| MN   | 1858 | Minnesota      | Saint Paul     |
| MS   | 1817 | Mississippi    | Jackson        |
| MO   | 1821 | Missouri       | Jefferson City |
| MT   | 1889 | Montana        | Helena         |
| NE   | 1867 | Nebraska       | Lincoln        |
| NV   | 1864 | Nevada         | Carson City    |
| NH   | 1788 | New Hampshire  | Concord        |
| NJ   | 1787 | New Jersey     | Trenton        |
| NM   | 1912 | New Mexico     | Santa Fe       |
| NY   | 1788 | New York       | Albany         |
| NC   | 1789 | North Carolina | Raleigh        |
| ND   | 1889 | North Dakota   | Bismarck       |
| OH   | 1803 | Ohio           | Columbus       |
| OK   | 1907 | Oklahoma       | Oklahoma City  |
| OR   | 1859 | Oregon         | Salem          |
| PA   | 1787 | Pennsylvania   | Harrisburg     |
| RI   | 1790 | Rhode Island   | Providence     |
| SC   | 1788 | South Carolina | Columbia       |
| SD   | 1889 | South Dakota   | Pierre         |
| TN   | 1796 | Tennessee      | Nashville      |
| TX   | 1845 | Texas          | Austin         |
| UT   | 1896 | Utah           | Salt Lake City |
| VT   | 1791 | Vermont        | Montpelier     |
| VA   | 1788 | Virginia       | Richmond       |
| WA   | 1889 | Washington     | Olympia        |
| WV   | 1863 | West Virginia  | Charleston     |
| WI   | 1848 | Wisconsin      | Madison        |
| WY   | 1890 | Wyoming        | Cheyenne       |

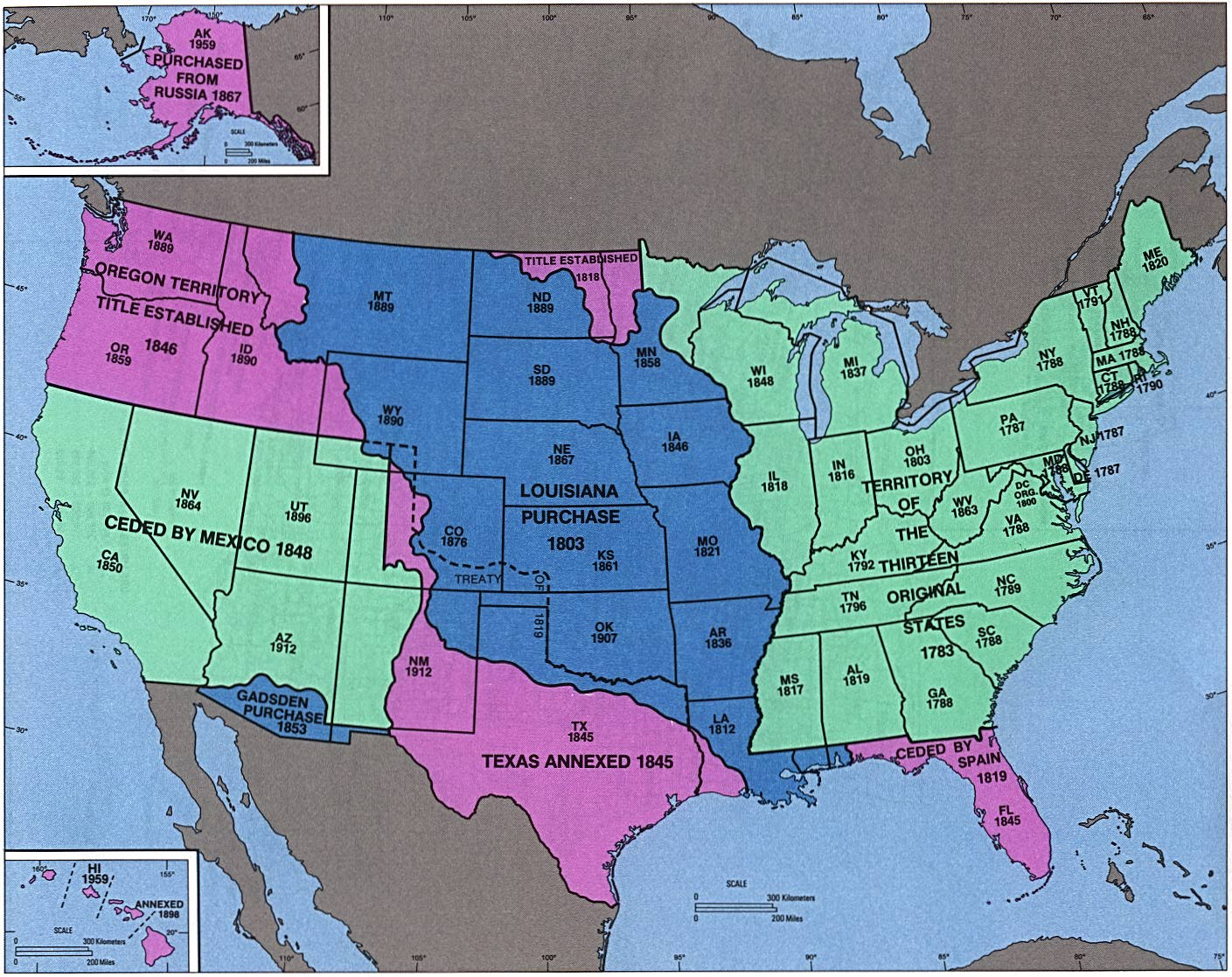
Karte der US-Bundesstaaten nach Datum des Beitritts zur Bundesverfassung

Durch die amerikanische Unabhängigkeitserklärung (Declaration of Independence) vom 4. Juli 1776 vom Königreich Großbritannien entstanden dreizehn unabhängige Staaten (in Klammern die jeweiligen Unterzeichner der Deklaration):
- Connecticut (Roger Sherman, Samuel Huntington, William Williams, Oliver Wolcott)
- Delaware (Caesar Rodney, George Read, Thomas McKean)
- Georgia (Button Gwinnett, Lyman Hall, George Walton)
- Maryland (Samuel Chase, William Paca, Thomas Stone, Charles Carroll of Carrollton)
- Massachusetts, das damals auch das heutige Maine umfasste (John Hancock, Samuel Adams, John Adams, Robert Treat Paine, Elbridge Gerry)
- New Hampshire (Josiah Bartlett, William Whipple, Matthew Thornton)
- New Jersey (Richard Stockton, John Witherspoon, Francis Hopkinson, John Hart, Abraham Clark)
- New York (William Floyd, Philip Livingston, Francis Lewis, Lewis Morris)
- North Carolina, das damals auch das heutige Tennessee umfasste (William Hooper, Joseph Hewes, John Penn)
- Pennsylvania (Robert Morris, Benjamin Rush, Benjamin Franklin, John Morton, George Clymer, James Smith, George Taylor, James Wilson, George Ross)
- Rhode Island (Stephen Hopkins, William Ellery)
- South Carolina (Edward Rutledge, Thomas Heyward Jr., Thomas Lynch Jr., Arthur Middleton)
- Virginia, das damals noch West Virginia und Kentucky mitumfasste (George Wythe, Richard Henry Lee, Thomas Jefferson, Benjamin Harrison V, Thomas Nelson Jr., Francis Lightfoot Lee, Carter Braxton)

Die 13 Staaten bildeten zunächst nur einen lockeren Staatenbund, zusammengehalten durch die Konföderationsartikel. Ein gemeinsamer Bundesstaat entstand erst mit Inkrafttreten der Verfassung der Vereinigten Staaten am 4. März 1789. Mit den Jahren 1787 bis 1789 sind 12 der Gründungsstaaten in der Tabelle verzeichnet. Rhode Island ratifizierte die Verfassung erst 1790. Mit der Annahme der Verfassung traten die 13 Staaten die vorher unter ihnen aufgeteilten Landgewinne zwischen Appalachen und Mississippi an die Union ab, so dass dort nach und nach neue Staaten gebildet werden konnten.
Schon 1791 wurde aus einem vorher zwischen New York, New Hampshire und Massachusetts strittigen Gebiet der 14. Staat, nämlich Vermont, gebildet. 1792 entstand mit Kentucky der erste Staat westlich der Appalachen, also jenseits der in Kolonialzeiten gültigen Siedlungsgrenze für Weiße. Von 1796 bis 1819 wurden in den 1783 eroberten Gebieten die Staaten Tennessee, Ohio, Indiana, Mississippi, Illinois und Alabama gebildet. Louisiana entstand schon 1812 rund um die 1803 von Frankreich gekaufte Stadt New Orleans.
Damit und mit der Gründung von Missouri im Jahr 1821, dem ersten komplett westlich des Mississippi liegenden Staat, verschob sich das Gewicht zugunsten der sklavenhaltenden Bundesstaaten. Deshalb wurde 1820 aus der nordöstlichen Landreserve von Massachusetts der neue freie Staat Maine gebildet. Arkansas und Michigan als sklavenhaltender beziehungsweise freier Staat wurden kurz nacheinander aufgenommen. 1845 wurde das 1819 von Spanien gekaufte Florida Bundesstaat, ebenso Texas, das sich 1836 von Mexiko gelöst hatte (außer den 13 Gründungsstaaten der einzige, der nicht aus einem Territorium gebildet wurde, das vorher bereits den Vereinigten Staaten gehörte). Als Ausgleich für diese beiden Sklavenstaaten wurden 1846/48 Iowa und Wisconsin aufgenommen.
Nach den Goldfunden 1848 im neu erworbenen Kalifornien wuchs die Bevölkerung so schnell, dass es schon 1850 als erster Staat am Pazifik in die Union aufgenommen wurde. Mit Minnesota und Oregon wurden zwei weitere freie Staaten aufgenommen, Kansas wurde 1861 nach blutigen Kämpfen nur knapp als sklavenfreier Staat Mitglied, einer der Auslöser für den Bürgerkrieg.
1861 traten elf Südstaaten aus der Union aus, was von Präsident Abraham Lincoln als nicht zulässig betrachtet wurde und zum Bürgerkrieg führte. Die Frage, ob individuelle Staaten ein Recht zur Sezession von der Union der Vereinigten Staaten hätten, wurde bis zum Ausbruch des Sezessionskrieges diskutiert. Der Gewinn des Krieges durch die unionstreuen Nordstaaten führte zur Überzeugung, dass sie dieses Recht nicht besitzen. 1863 wurde aus dem in den Appalachen gelegenen Teil des abtrünnigen Virginia ein neuer Staat gebildet, West Virginia. Im Westen wurde 1864 Nevada aufgenommen.
Von 1867 bis 1890 wurde fast der ganze Westen in Staaten organisiert. Nebraska wurde 1867 Bundesstaat, Colorado 1876, genau 100 Jahre nach Unterzeichnung der Unabhängigkeitserklärung und trägt daher den Spitznamen Centennial State. 1889 und 1890 wurden die 6 Bundesstaaten Montana, North Dakota, South Dakota, Washington, Idaho und Wyoming gebildet. Utah folgte 1896 als letzter Bundesstaat vor der Jahrhundertwende. Das Indianerterritorium wurde 1907 als Oklahoma ebenfalls Staat, als letzte der 48 territorial zusammenhängenden Staaten wurden 1912 Arizona und New Mexico in die Union aufgenommen.
Im Januar 1959 wurden das 1867 von Russland gekaufte Alaska sowie im August 1959 das 1898 annektierte Hawaii (erster Staat außerhalb des Kontinents Amerika) als bisher letzte Staaten Mitglieder der Union (siehe 51. Bundesstaat sowie Continental United States).
Nicht als Staat organisiert ist der Hauptstadtdistrikt mit der Bundeshauptstadt Washington, D.C. Deren Einwohner nehmen nicht an den Wahlen zum Kongress teil, wählen aber den Präsidenten mit.
Die Nördlichen Marianen und Puerto Rico sind wie oben erwähnt Commonwealth-Territorien. Ihre Einwohner zählen als amerikanische Bürger, sind aber zu den Bundesorganen nicht wahlberechtigt, solange sie nicht in einem der US-Staaten ihren Wohnsitz nehmen. Nachdem sich die Bevölkerung Puerto Ricos in drei Volksabstimmungen (1967, 1993 und 1998) gegen die Aufnahme in die Union als Staat ausgesprochen hatte, befürwortete sie am 6. November 2012 in einem weiteren Referendum mehrheitlich, dass Puerto Rico 51. Staat der Vereinigten Staaten werden soll.

## Beziehung zum Gesamtstaat
Es gibt eine klare Trennung der Machtbefugnisse zwischen den Gliedstaaten und dem Bund: Entsprechend der Verfassung besitzt der Bund nur jene gesetzgeberischen Kompetenzen, die ihm durch die Verfassung eindeutig übertragen wurden; der Rest fällt in die Zuständigkeit der einzelnen Staaten. Jeder Staat hat ein eigenes unabhängiges politisches System mit einer eigenen Verfassung, einem direkt gewählten Gouverneur, einer Legislative, einer staatlichen Verwaltung und einer eigenen Judikative. Parlamente von Staaten mit vergleichsweise wenigen Einwohnern sind als Feierabendparlamente konzipiert, wobei die Tagungen auf wenige Wochen im Jahr konzentriert werden. Bevölkerungsreiche Staaten wie Kalifornien oder New York haben Vollzeitparlamente, die in ihrer Arbeitsweise dem Kongress auf Bundesebene ähneln.
Die US-Staaten unterhalten ebenso ihre jeweils eigene Polizei und eigene Streitkräfte in Form von Milizen sowie National- und Staatsgarden, deren Oberbefehl beim Gouverneur liegt.

## Adressierkürzel der amerikanischen Post
- Bundesstaaten: zweibuchstabige Kürzel (siehe Tabelle)
- Bundesdistrikt: DC = District of Columbia
- Inselterritorien: AS = American Samoa, GU = Guam, MP = Northern Mariana Islands, PR = Puerto Rico, VI = U.S. Virgin Islands
- Freie assoziierte Staaten: FM = Federated States of Micronesia, MH = Marshall Islands, PW = Palau
- Militärregionen: AF = Armed Forces Africa, AA = Armed Forces Americas (except Canada), AC = Armed Forces Canada, AE = Armed Forces Europe, AM = Armed Forces Middle East, AP = Armed Forces Pacific, APO = Army/Air Force Post Office, FPO = Fleet Post Office
- abgeschaffte Kürzel: CZ = Canal Zone, TT = Trust Territory of the Pacific Islands

## Listen und Übersichten zu den Bundesstaaten
- Liste der Bundesstaaten der Vereinigten Staaten
- Nach Fläche
- Nach Einwohnerzahl
- Nach Wirtschaftsleistung
- Nach Armutsquote
- Nach Lebenserwartung
- Nach Fertilitätsrate
- Spitznamen
- Staats- und Territorienmottos
- Staatssymbole
- Flaggen und Siegel